# 菲律宾冢雉
菲律宾塚雉（学名：Megapodius cumingii）是塚雉科塚雉属下的一种鸟类。它分布于菲律宾、婆罗洲东北部和苏拉威西岛。栖息地于亚热带或热带干燥森林、亚热带或热带湿润低地森林和亚热带或热带湿润山地森林之中。

## 描述
菲律宾塚雉背面呈棕色，腹面呈蓝灰色，眼睛周围有裸露的朱红色皮肤。